# スペクタクル (植田真梨恵の曲)
「スペクタクル」は、2016年1月20日、GIZA studioから発売された、植田真梨恵のメジャー4枚目のシングル。

## 概要
表題曲は自身が今感じている想いを織り交ぜた作曲で軽快なメロディの中にも揺るがない信念を感じさせるアッパーチューンが、“音楽は情念”という想いを元に感情をメロディに変えており、歌詞は新しい生活を前に人知れず不安を感じている人の背中を押す、そんな新しい年の幕開けにふさわしい仕上がりとなっている。
初回盤のみ2015年1月18日にBIGCATで行われた「LIVE OF LAZWARD PIANO -青い廃墟-」よりLIVE映像を全7曲収録したDVDが付属。
植田はこのシングルで初のオリコンチャートTOP20入りを果たした。

## 収録曲
| 全作詞・作曲: 植田真梨恵。 |                                |            |            |                |      |
| #                          | タイトル                       | 作詞       | 作曲・編曲 | 編曲           | 時間 |
| 1.                         | 「スペクタクル」               | 植田真梨恵 | 植田真梨恵 | いっせーのーせ | 4:03 |
| 2.                         | 「カレンダーの13月」           | 植田真梨恵 | 植田真梨恵 | 大楠雄蔵       | 4:43 |
| 3.                         | 「ソロジー」                   | 植田真梨恵 | 植田真梨恵 | 西村広文       | 4:31 |
| 4.                         | 「スペクタクル -off vo.-」     | 植田真梨恵 | 植田真梨恵 |                | 4:02 |
| 5.                         | 「カレンダーの13月 -off vo.-」 | 植田真梨恵 | 植田真梨恵 |                | 4:37 |

| #  | タイトル                     | 作詞 | 作曲・編曲 |
| -- | ---------------------------- | ---- | ---------- |
| 1. | 「a girl」(live)             |      |            |
| 2. | 「壊して」(live)             |      |            |
| 3. | 「心と体」(live)             |      |            |
| 4. | 「優しい悪魔」(live)         |      |            |
| 5. | 「センチメンタリズム」(live) |      |            |
| 6. | 「ハルシネーション」(live)   |      |            |
| 7. | 「朝焼けの番人」(live)       |      |            |

## レコーディング参加
- 鶴沢夢人（Blanky Pimpkin） - ギター(#1)
- 麻井寛史（Sensation） - ベース(#1)
- 車谷啓介（Sensation） - ドラム (#1, 2)
- 西村広文 - オルガン (#1)、ピアノ (#3)
- 大楠雄蔵（Sensation） - ピアノ、オルガン (#2)